# Discographie d'Alain Bashung
Cette page contient la discographie d’Alain Bashung, avec la liste des disques qu'il a publiés de 1966 à 2009, ainsi que les albums posthumes.

## Singles
| 1966 | Pourquoi rêvez-vous des États-Unis ?                                                       | 45 tours uniquement | -  | -  |
| 1967 | T'as qu'à dire Yeah                                                                        | 45 tours uniquement | -  | -  |
| 1967 | Tu es une petite enfant qui fait la belle                                                  | 45 tours uniquement | -  | -  |
| 1968 | Je vous crois                                                                              | 45 tours uniquement | -  | -  |
| 1968 | Les Romantiques                                                                            | 45 tours uniquement | -  | 12 |
| 1969 | Lise                                                                                       | 45 tours uniquement | -  | -  |
| 1969 | La Rivière                                                                                 | 45 tours uniquement | -  | -  |
| 1969 | Simplement quelques jours                                                                  | 45 tours uniquement | -  | -  |
| 1969 | Ho gli occhi chiusi                                                                        | 45 tours uniquement | -  | -  |
| 1970 | Un jour viendra                                                                            | 45 tours uniquement | -  | -  |
| 1971 | Du feu dans les veines                                                                     | 45 tours uniquement | -  | -  |
| 1973 | Bois de santal                                                                             | 45 tours uniquement | -  | -  |
| 1975 | Je ne croirai plus jamais à l’amour (sous le pseudonyme David Bergen)                      | 45 tours uniquement | -  | -  |
| 1976 | Delta Queen (sous le pseudonyme Hendrick Darmen, au sein du groupe Monkey Bizness)         | 45 tours uniquement | -  | -  |
| 1977 | Tears make memories (sous le pseudonyme Hendrick Darmen, au sein du groupe Monkey Bizness) | 45 tours uniquement | -  | -  |
| 1977 | Roman-photos (en duo avec Valérie Lagrange)                                                | Roman-photos        | -  | -  |
| 1977 | C'est la faute à Dylan                                                                     | Roman-photos        | -  | -  |
| 1979 | Je fume pour oublier que tu bois                                                           | Roulette russe      | -  | -  |
| 1980 | Gaby oh Gaby                                                                               | Roulette russe      | 1  | -  |
| 1981 | Vertige de l'amour                                                                         | Pizza               | 2  | -  |
| 1981 | Rebel                                                                                      | Pizza               | 15 | -  |
| 1981 | On n'a pas l'air… (inédit jusqu'en 2024)                                                   | L'album de sa vie   |    |    |
| 1982 | C'est comment qu'on freine ?                                                               | Play blessures      | 61 | -  |
| 1983 | Élégance                                                                                   | Figure imposée      | -  | -  |
| 1983 | What's in a Bird                                                                           | Figure imposée      | -  | -  |
| 1984 | S.O.S. Amor                                                                                | Passé le Rio Grande | -  | -  |
| 1985 | Tu touches pas à mon pote                                                                  | 45 tours uniquement | -  | -  |
| 1985 | Hey Joe                                                                                    | Live Tour 85        | -  | -  |
| 1986 | L'Arrivée du tour                                                                          | Passé le Rio Grande | -  | -  |
| 1986 | Malédiction                                                                                | Passé le Rio Grande | -  | -  |
| 1989 | Bombez !                                                                                   | Novice              | -  | -  |
| 1989 | Pyromanes                                                                                  | Novice              | -  | -  |
| 1989 | Étrange Été                                                                                | Novice              | -  | -  |
| 1991 | Osez Joséphine                                                                             | Osez Joséphine      | 22 | -  |
| 1991 | J'écume                                                                                    | Osez Joséphine      | -  | -  |
| 1992 | Madame rêve                                                                                | Osez Joséphine      | -  | -  |
| 1994 | Ma petite entreprise                                                                       | Chatterton          | -  | -  |
| 1994 | J'passe pour une caravane                                                                  | Chatterton          | -  | -  |
| 1998 | La nuit je mens                                                                            | Fantaisie militaire | 41 | -  |
| 1998 | Sommes-nous                                                                                | Fantaisie militaire | -  | -  |
| 1998 | Aucun express                                                                              | Fantaisie militaire | -  | -  |
| 2003 | La Ficelle                                                                                 | L'Imprudence        | -  | -  |
| 2008 | Résidents de la République                                                                 | Bleu pétrole        | -  | 6  |
| 2008 | Je t'ai manqué                                                                             | Bleu pétrole        | -  | 26 |
| 2009 | Sur un trapèze                                                                             | Bleu pétrole        | -  | 20 |
| 2018 | Immortels                                                                                  | En amont            | -  | -  |
| 2018 | Elle me dit les mêmes mots                                                                 | En amont            | -  | -  |

## Bandes Originales de Films
- 1982 : Alain Bashung et Boris Bergman créent la chanson Beaujolais Novo pour le film Nestor Burma, détective de choc.
- 1983 : Alain Bashung et Boris Bergman créent les chansons Strip Now et Bistouri Scalpel, et l’instrumental Procession pour le film Le Cimetière des voitures.
- 1990 : Alain Bashung et Jean Fauque créent la musique Les Lendemains qui tuent pour le film du même nom.

## Participations
- 1966 : Bashung signe la musique des chansons Il est grand temps de faire... Boom! (Claude Channes), Moi je préfère ma poupée (Évelyne Courtois alias Pussy Cat) et Oh la hey (Noël Deschamps).
- 1972-1974 : Pendant deux années, Bashung compose une partie des musiques et coréalise 3 albums et 3 singles pour Dick Rivers,
- 1973 : Bashung et Rivers forment le groupe Rock Band Revival et enregistrent ensemble quelques singles et un album de classiques américains nommé Rock’n Roll Story[7], dans lesquels chacun chante à son tour[8].
- 1973 : Participation à l'opéra-rock La Révolution française, d'Alain Boublil et Jean-Max Rivière, Claude-Michel Schönberg et Raymond Jeannot.
- 1975 : Parution de sessions live du groupe The Rock Band Revival sur un album nommé Super Rock Revival[9],[10].
- 23 décembre 1982 : Lors de l’émission Les Enfants du Rock : Embûches de Noël, Alain Bashung chante Stille Nacht (en fr. Douce Nuit).
- 1985 : SOS Racisme commande à Bashung la chanson Tu Touches pas à mon pote[11].
- 1985 : Il co-compose avec Thierry Matioszek les titres Tous des Putains et Le Carnet de Griselidis pour Jean Guidoni, sur son album Putains.
- 1986 : Duo avec The Pogues sur leur titre Dirty Old Town, pour l'émission Les enfants du rock animée par Antoine de Caunes, à l’occasion de la promotion du son dernier album[12].
- 1989 : Enregistrement de That's All Right Mama au Studio Sun Records à Memphis pour le magazine Glamour.
- 1992 : Reprise de Les Mots bleus de Christophe, dans la compilation Urgence : 27 artistes pour la recherche contre le sida.
- 1996 : Reprise de Animal on est mal sur Route Manset, album hommage à Gérard Manset.
- 1997 : Duo sur City avec Brigitte Fontaine, sur son album Les Palaces.
- 1997 : Participation au conte musical Émilie Jolie de Philippe Chatel, où il interprète La Chanson du Loup.
- 1998 : Reprise de Le Tango Funèbre sur Aux suivants, album hommage à Jacques Brel.
- 2000 : Duo sur Mortel Battement/Nocturne sur Organique, album de Zend Avesta[13].
- 2001 : Reprise de Céline d'Hugues Aufray sur Ma Chanson d'enfance.
- 2002 : Duo sur Slowfood sur Strange, album de Astonvilla.
- 2003 : Reprise de Avec le Temps sur Avec Léo, album hommage à Léo Ferré.
- 2003 : Reprise de Les Amants d'un Jour sur L'Hymne à la Môme, album hommage à Édith Piaf.
- 2005 : Reprise de Le Sud sur On Dirait Nino, album hommage à Nino Ferrer.
- 2006 : Reprise de Que reste-t-il de nos amours ? (Charles Trenet) en duo avec Françoise Hardy, sur son album (Parenthèses...).
- 2006 : Reprise de Bruxelles sur Le Grand Dîner, album hommage à Dick Annegarn.
- 2006 : Duo sur Ivres sur Les Tortures volontaires, album de Arman Méliès.
- 2007 : Duo sur La Panique mécanique sur La Mécanique du cœur, album de Dionysos.
- 2007 : Duo sur I can’t escape from you (Hank Williams) sur L’invitation, album d'Étienne Daho.
- 2008 : Duo sur L.U.V. sur Amours Suprêmes, album de Daniel Darc.

## Lecture
- 2009 : Anthologie de la poésie française du XIe au XIXe siècle, éditions Thélème.